# Cshungmuro állomás
Cshumgmuro (Chungmuro) állomás a szöuli metró 3-as és 4-es vonalának állomása Szöul Csung-ku (Jung-gu) kerületében. A nevét a Cshungmuro (Chungmuro) útról kapta, melyet I Szunsin (Yi Sun-sin) tábornok posztumusz neve után neveztek el. A terület a koreai filmgyártás hagyományos központja is volt, a Cshumgmuro (Chungmuro) szó annak szinonimájaként is használatos.

## Viszonylatok
| 3-as vonal                                                                     | 3-as vonal                | 3-as vonal                                           |
| ------------------------------------------------------------------------------ | ------------------------- | ---------------------------------------------------- |
| Uldzsiro 3-ka (Euljiro 3-ga) Tehva (Daehwa) felé                               | fő vonal                  | Tongguk (Dongguk) Egyetem Ogum (Ogeum) felé          |
| 4-es vonal                                                                     |                           |                                                      |
| Tongdemun (Dongdaemun) történelmi és kulturális park Tanggoge (Danggogae) felé | személy- és expresszvonat | Mjong-tong (Myeong-dong) Anszan (Ansan) és Oido felé |